# ネッソス

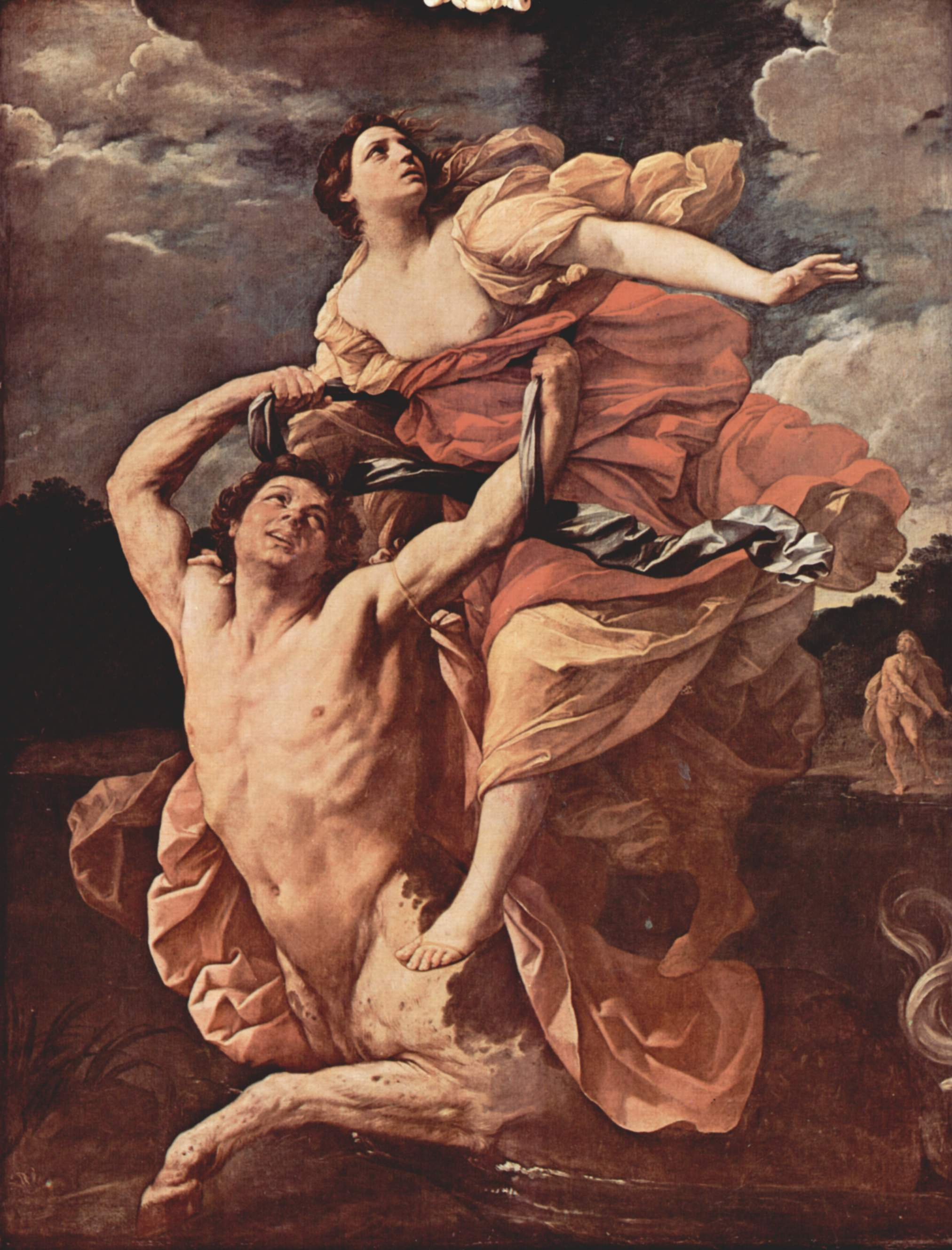
グイド・レーニ作『ネッソスに略奪されるデイアネイラ』（1620年-1621年） ルーヴル美術館所蔵

ネッソス（古希: Νέσσος, Nessos, ラテン語: Nessus）は、ギリシア神話に登場するケンタウロスである。ネッススとも表記される。ヘーラクレースの妻デーイアネイラにちょっかいを出そうとしたところを、ヘーラクレースに弓で射られて殺された。
ネッソスは死ぬ間際にデーイアネイラを呼び、「自分の血は媚薬の効果がある。ヘーラクレースが心変わりしたときには、自分の血を使え。」と言った。後に、ヘーラクレースが戦利品として絶世の美女イオレーを得たとき、心変わりを恐れたデーイアネイラはネッソスの血を下着に塗った。だがネッソスの血にはヘーラクレースの矢に付いていたヒュドラーの猛毒が含まれ、これを着たヘーラクレースは毒によって体が腐り、瀕死の重傷を負った。彼は命が助からないことを知ると、自分で火葬の準備をしてその上に横になり、火をつけるように命じたが、皆しり込みして実行したがらない。が、ついにポイアースが進み出て火をつけた。ヘーラクレースは感謝し、彼に自身の弓を与えた。この弓が、ポイアースの子ピロクテーテースがトロイア戦争に持参した弓である。なお、一説によると火をつけたのはピロクテーテース自身だったとも言う。デーイアネイラはこれを知って自殺した。
ネッソスはダンテの『神曲』地獄篇第十二曲に、地獄の獄卒として登場する。彼はケイローンに命じられてダンテとウェルギリウスの道案内をした。
ケンタウロス族の小惑星ネッススはネッソスにちなんで名付けられた。

## 関連
- ネッスス (小惑星)